# Батман срещу Супермен: Зората на справедливостта
„Батман срещу Супермен: Зората на справедливостта“ (на английски: Batman vs Superman: Dawn of Justice) е продължение на „Човек от стомана“ от 2013 г. Зак Снайдър режисира и с Дейвид Гойър работят по сценария. Филмът е втори в Разширената вселена на Ди Си. Хенри Кавил, Ейми Адамс, Даян Лейн и Лорънс Фишбърн се връщат към ролите си. На 22 август 2013 г. The Hollywood Reporter обявява, че Бен Афлек е избран за ролята на Батман. На 4 декември 2013 г. е обявено, че Гал Гадот е избрана за ролята на Жената-чудо. На 31 януари е оповестено, че Джеси Айзенбърг и Джеръми Айрънс са избрани съответно за ролите на Лекс Лутор и Алфред Пениуърт. На 15 април Ханс Цимер потвърждава, че той ще композира музиката към филма. През 2017 г. излезе продължението, озаглавено „Лигата на справедливостта“.

## Резюме
Изминават три години от разрушителната битка на Супермен с Генерал Зод. Жертвите и щетите оставят много хора ядосани и безпомощни, включително и милиардера борещ се с престъпността – Брус Уейн / Батман. Убеден че Супермен представлява опасност за човечеството, Батман тръгва на личната си мисия да спре потенциалната заплаха. През това време, геният Лекс Лутор тръгва на своя поход срещу мъжът от стомана.

## Заснемане
Снимките започват на 19 октомври 2013 г. в Лос Анджелис със сцена, показваща футболните отбори на Готъм и Метрополис. На 29 март 2014 г. е обявено, че заснемането на останалата част от филма ще започне през пролетта и ще продължи през лятото. Снимките започват на 19 май 2014 г., а някои сцени с Гал Гадот са заснети преди това на 16 май. На 21 май 2014 е обявено, че официалното заглавие е „Батман срещу Супермен: Зората на справедливостта“. Снимките приключват през декември 2014 г.

## Актьорски състав
| Актьор             | Роля                                       |
| ------------------ | ------------------------------------------ |
| Бен Афлек          | Брус Уейн / Батман                         |
| Хенри Кавил        | Кал-Ел / Кларк Кент / Супермен             |
| Ейми Адамс         | Лоис Лейн                                  |
| Джеси Айзенбърг    | Лекс Лутор                                 |
| Даян Лейн          | Марта Кент                                 |
| Лорънс Фишбърн     | Пери Уайт                                  |
| Джеръми Айрънс     | Алфред Пениуърт                            |
| Холи Хънтър        | Сенатор Джун Финч                          |
| Гал Гадот          | Принцеса Диана / Диана Принс / Жената чудо |
| Скут Макнейри      | Уолъс Кийф                                 |
| Калън Мълви        | Анатолий Князнев                           |
| Тао Окамото        | Мърси Грейвс                               |
| Робин Аткин Даунс  | Дуумсдей                                   |
| Джефри Дийн Морган | Д-р Томас Уейн                             |
| Лорън Коен         | Марта Уейн                                 |
| Майкъл Касиди      | Джеймс „Джими“ Олсен                       |
| Хари Леникс        | Генерал Калвин Суануик                     |
| Кристина Рен       | Майор Кери Ферис                           |
| Кевин Костнър      | Джонатан Кент                              |
| Карла Гуджино      | Келор (глас)                               |
| Майкъл Шанън       | Генерал Зод                                |
| Езра Милър         | Бари Алън / Светкавицата                   |
| Джейсън Момоа      | Артър Къри / Аквамен                       |
| Рей Фишър          | Виктор Стоун / Киборг                      |
| Джо Мортън         | Д-р Сайлъс Стоун                           |

## В България
На 10 март 2020 г. филмът е излъчен премиерно по bTV Cinema във вторник от 21:00 ч. с български войсоувър дублаж на студио VMS. Екипът се състои от:
| Озвучаващи артисти  | София Джамджиева Станислав Димитров Симеон Владов Камен Асенов Мартин Герасков |
| Преводач            | Силвия Вълкова                                                                 |
| Тонрежисьор         | Георги Калудов                                                                 |
| Режисьор на дублажа | Радослав Рачев                                                                 |